# Загудаєв Олександр Володимирович
Олекса́ндр Володи́мирович Загуда́єв (15 квітня 1962 — 12 листопада 2014) — старший сержант 92-ї окремої механізованої бригади Збройних Сил України, загинув в ході російсько-української війни.

## Життєвий шлях
Народився 15 квітня 1962 року в місті Люботин. Коли йому виповнилося 4 роки, помер його батько — Володимир Ілліч.
З 1969 року по 1977 рік навчався в Люботинській восьмирічній школі № 6. Після її закінчення далі навчався в ПТУ міста Харкова, здобув спеціальність столяра.
У 1981 році померла мати — Раїса Борисівна.
Був призваний до лав Радянської армії 12 листопада 1981 року. Того ж року після закінчення курсу молодого бійця потрапив до ДРА у складі миротворчої місії. Прослужив там один рік. Потім продовжив службу у Кушці з 1982 по 1983 рік. Додому повернувся 28 січня 1983 року.
Після демобілізації працював на ЖБК-4 столяром-станочником 5 розряду, а згодом на заводі «Гідропривід» начальником караулу.
У 1986 році одружився з Осіповою Вірою Миколаївною (1958 року народження). 1 листопада цього ж року народилася донька Валентина.
У 1987 році з 5 травня по 23 червня брав участь у ліквідації наслідків катастрофи на Чорнобильській АЕС.
15 березня 2007 року нагороджений медаллю «Захисник Вітчизни».
У званні старшого сержанта перебував на військовій службі у військові частині А0501 (92 ОМБр), призваний під час мобілізації на особливий період з 21.08.2014. Командир евакуаційного відділення.
Загинув уночі 12 листопада 2014-го від смертельного осколкового поранення в голову, перебуваючи на посту за 200 метрів від ТЕС біля міста Щастя.
Похований у місті Люботин.

## Нагороди та вшанування
- Указом Президента України № 282/2015 від 23 травня 2015 року, «за особисту мужність і високий професіоналізм, виявлені у захисті державного суверенітету та територіальної цілісності України, вірність військовій присязі», нагороджений орденом «За мужність» III ступеня (посмертно).
- 8 травня 2015 року на фасаді Люботинської загальноосвітньої школи № 6, де навчався Олександр, йому встановлено меморіальну дошку.